# Rybocyclops dussarti
Rybocyclops dussarti – gatunek widłonoga z rodziny Cyclopidae. Opisali go w 2008 roku Yenumula Ranga Reddy i Danielle Defaye. Miejsce typowe to przydrożna studnia rolna w pobliżu wsi Chollaveedu w dystrykcie Prakasam w indyjskim stanie Andhra Pradesh (współrzędne 15°31′39″N 78°56′56″E/15,527500 78,948889, wysokość 231 m n.p.m.).